# Salvaški zaljev
Salvaški zaljev (arap. Davhat Salvah) južni je i najuži dio Bahreinskog zaljeva. Njegova istočna obala pripada Kataru, a zapadna Saudijskoj Arabiji. Na krajnjem jugu potonje države nalazi se naselje Salvah po kojem je zaljev dobio ime. Salvaški zaljev karakterizira vrlo visoki salinitet od iznad 40‰. Njegova jugozapadna obala staništem je brojnim vrstama ptica zbog čega je 625 km² pripadajućeg saudijskog teritorija proglašeno ekološki zaštićenom zonom.

## Poveznice
- Bahreinski zaljev
- Perzijski zaljev

## Vanjske poveznice
- (engl.) Global Species: Gulf of Salwah[neaktivna poveznica]